# نيسان بريماستار
نيسان بريماستار (بالإنجليزية: Nissan Primastar)‏ هي سيارة من تصنيع شركة مجموعة رينو.

## معرض صور

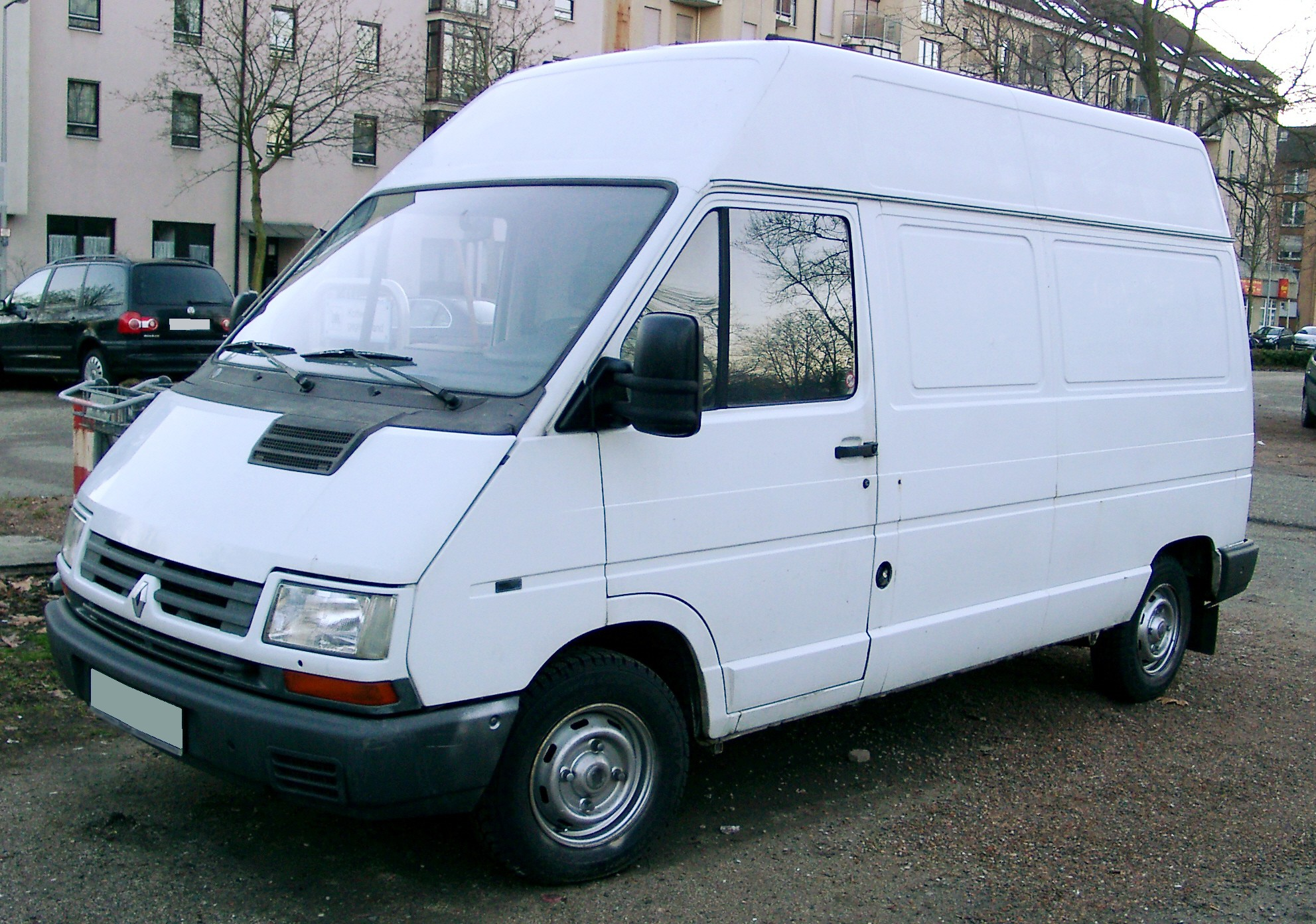
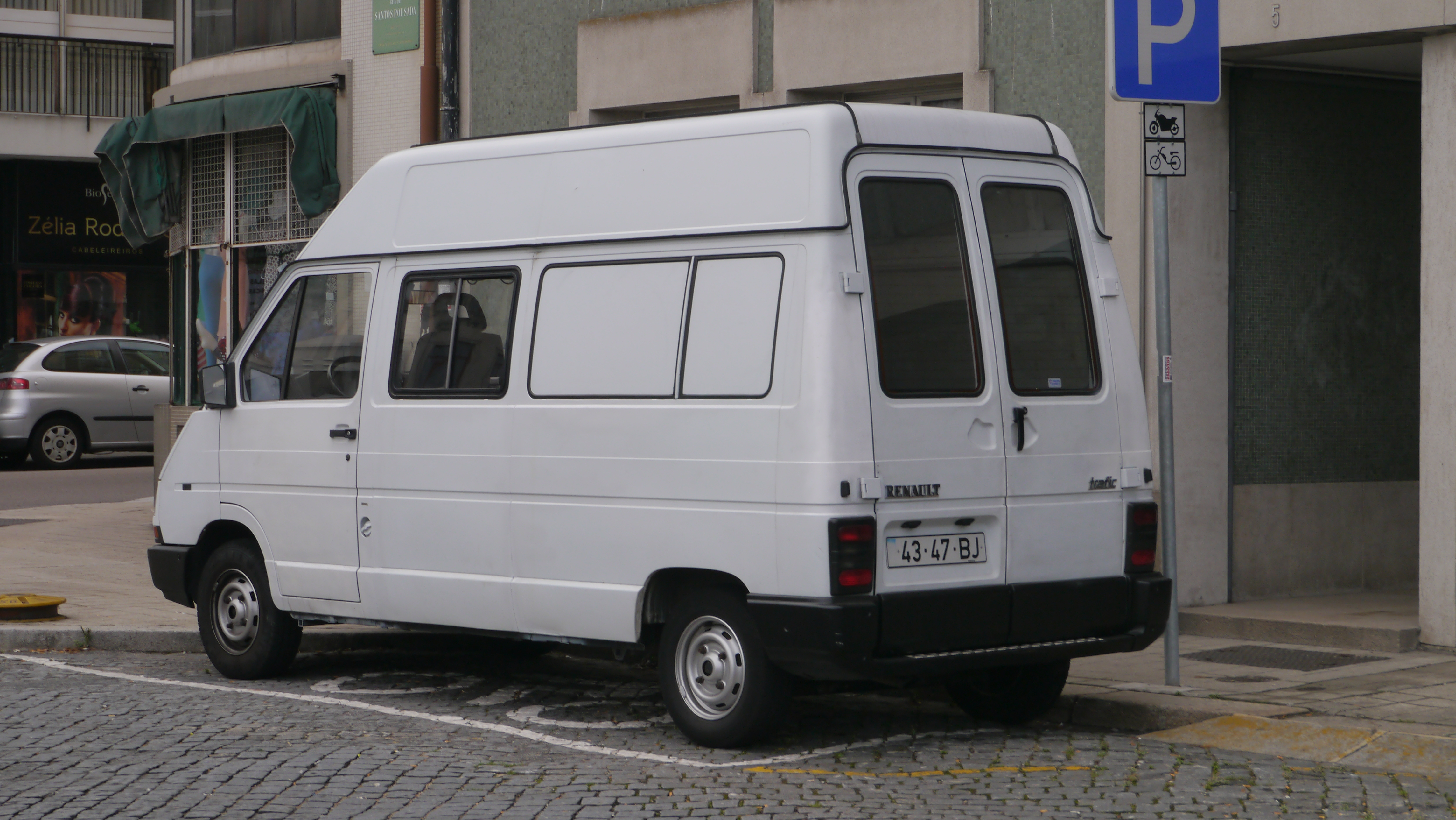
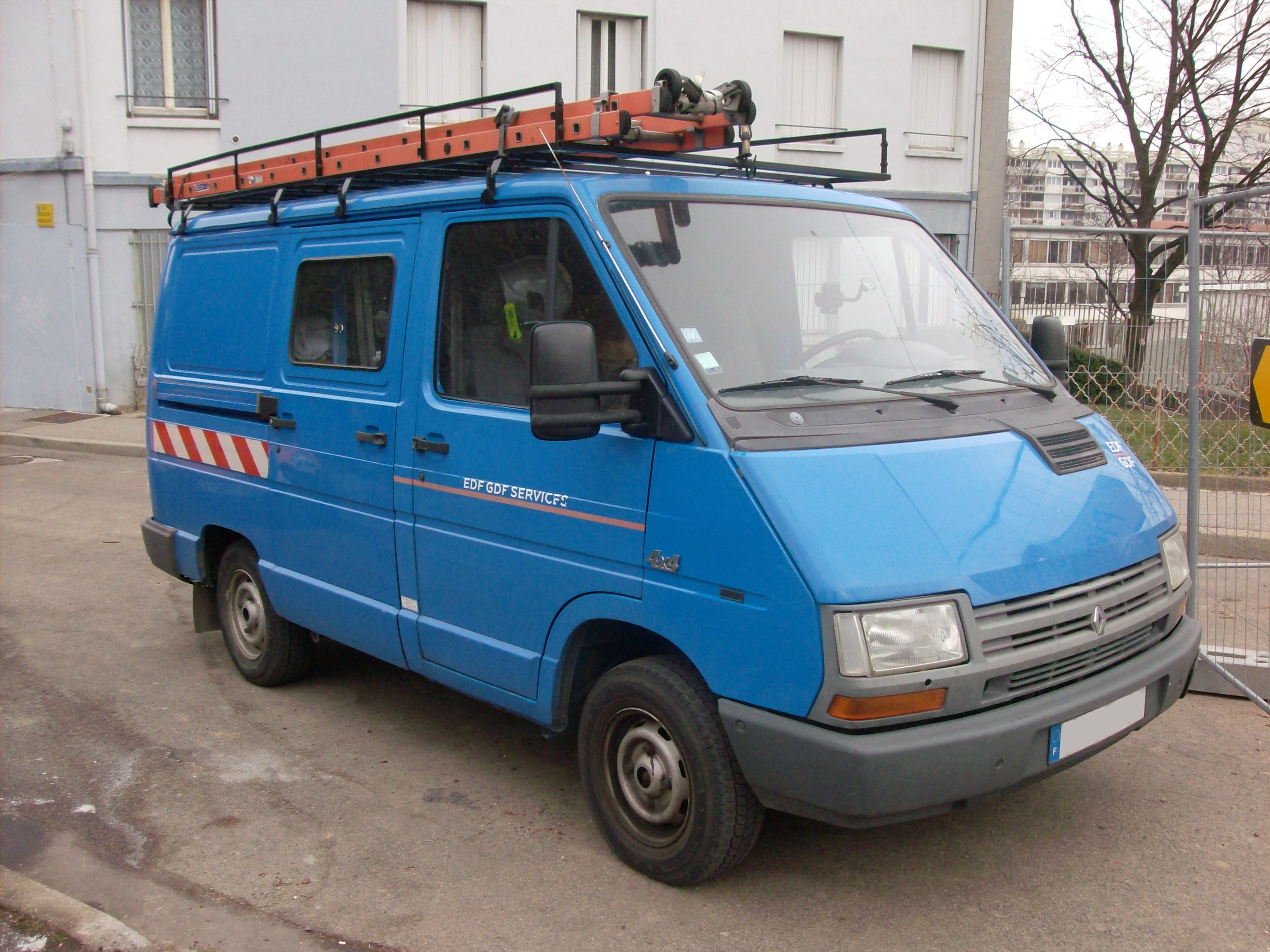
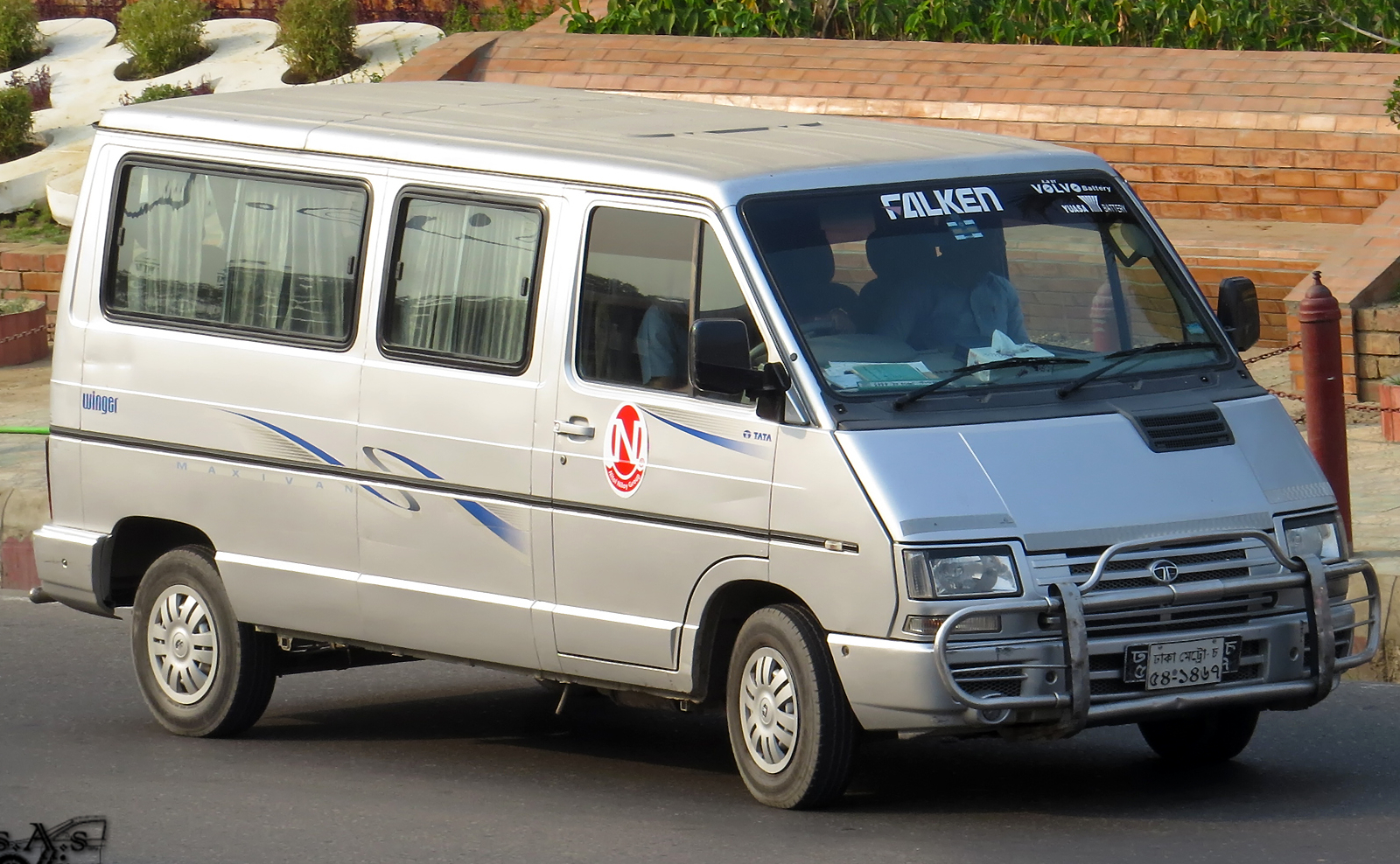
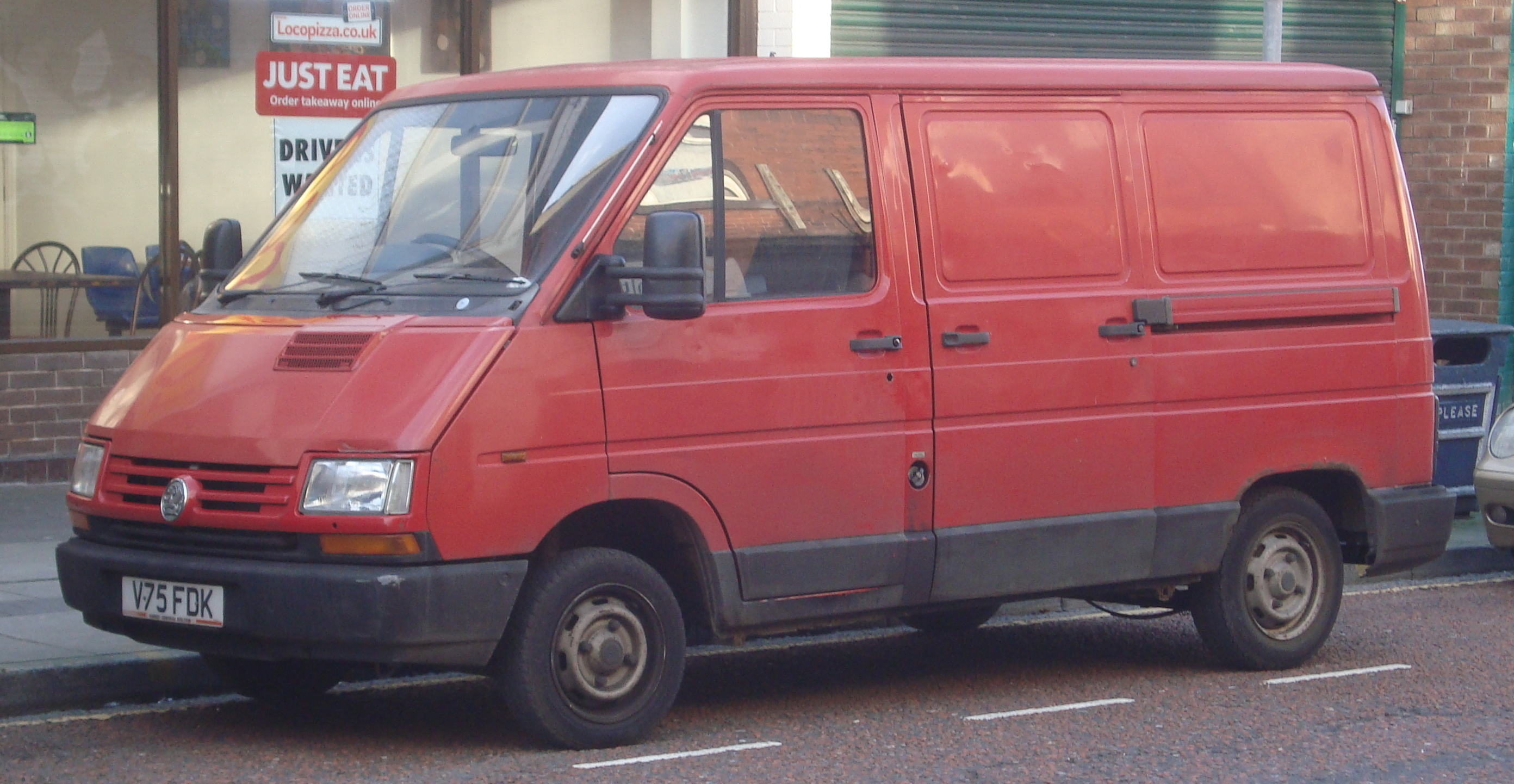
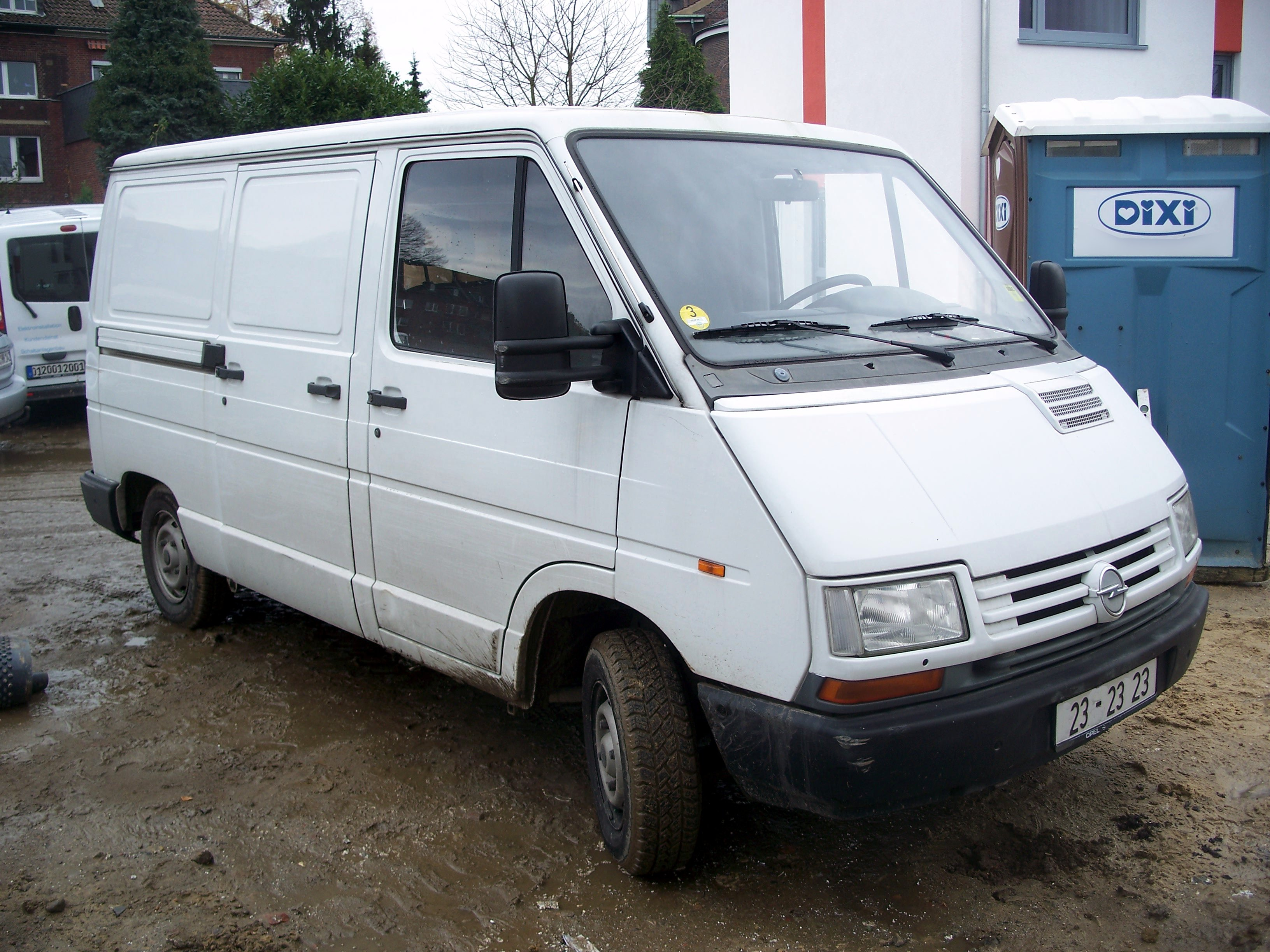